# Ʉ
Ʉ, ʉ (U с перекладиной) — буква расширенной латиницы, используемая в международном фонетическом алфавите для передачи огубленного гласного среднего ряда верхнего подъёма.
Также данная буква используется в некоторых языках, включая следующие:
- Аруако
- Команчский язык
- Мелпа
- Мезем
- Союла Полюса
- Цзоу
- Африканские языки:
  - Буду
  - Эяхам
  - Фе’фе
  - Кунзайм
  - Ленду
  - Лимбум
  - Мангбету
  - Мекаа
  - Ямба
  - Йемба

## Юникод
В Юникод буква занесена под нестандартным названием latin capital letter u bar resp. latin small letter u bar (заглавная/строчная буква латиницы U перекладина), хотя обычно буквы с диакритическими знаками именуются в формате latin capital letter u with bar resp. latin small letter u with bar.